# Vusi Mahlasela
Vusi Sidney Mahlasela Ka Zwane (Pretoria, 1965) è un cantautore sudafricano.

## Biografia
Viene spesso considerato come "La Voce del Sudafrica". Nelle sue canzoni Vusi Mahlasela affronta importanti tematiche come la lotta per la libertà, il perdono e la riconciliazione con i nemici. Vusi è stato uno degli artisti che si sono esibiti in occasione del Live 8 e del Live Earth (in entrambi i casi ha preso parte agli eventi di Johannesburg). Ha preso parte ai video Stand by me e One love del progetto Playing for Change. Il suo sesto album Guiding Star lo ha fatto vincere il premio di "Miglior artista maschile" ai tredicesimi South African Music Awards (SAMA) del 2007. Il suo settimo album Say Africa è stato prodotto dal leggendario musicista blues Taj Mahal.

## Discografia

### Album in studio
- 1992 - When You Come Back
- 1994 - Wisdom of Forgiveness
- 1997 - Silang Mabele
- 2000 - Miyela Afrika
- 2000 - Jungle of Questions (with the Proud Peoples Band)
- 2007 - (Guiding Star) Naledi Ya Tsela
- 2010 - Say Africa

### Album live
- 1999 - Live at the Bassline

### Colonne sonore
- 2002 - Amandla!: A Revolution in Four-Part Harmony
- 2005 - Tsotsi

### Compilations
- 2003 - The Voice